# Benson Sakala
Benson Sakala (* 12. září 1996 Lusaka) je zambijský profesionální fotbalista, který hraje na pozici defensivního záložníka za český klub Bohemians Praha 1905 a za zambijský národní tým.

## Klubová kariéra
Sakala od roku 2015 hrál nejvyšší zambijskou soutěž v dresu Power Dynamos FC.
V létě 2021 se Sakala dostal poprvé do Evropy, když podepsal smlouvu s českým druholigovým klubem FK Viktoria Žižkov. Svůj debut v dresu Žižkova si odbyl 23. října, kdy nastoupil do druhého poločasu ligového utkání proti SFC Opava. Během podzimní části sezony se stal stabilním členem základní sestavy, nastupoval na pozici středního obránce. V průběhu sezony 2021/22 nastoupil dohromady do 9 utkání, nicméně sestupu Viktorie Žižkov do ČFL zabránit nedokázal.
V červnu 2022 přestoupil Sakala do Příbrami. V druholigovém klubu se ihned stal stabilním členem základní sestavy. 11. listopadu vstřelil svou první branku, a to při remíze 1:1 s Chrudimí. S Příbramí postoupil do baráže o postup do první ligy, kde ale Příbram nestačila na Pardubice po výsledcích 0:0 a 0:2, Sakala odehrál oba dva zápasy v základní sestavě. Dohromady v dresu Příbrami odehrál 23 soutěžních utkání, vstřelil 1 branku a přidal 1 asistenci.
Dne 6. července 2023 podepsal Sakala dvouletou smlouvu s prvoligovou Mladou Boleslaví. Svůj debut v české nejvyšší soutěži si odbyl 23. července, kdy odehrál celé utkání prvního kola proti Jablonci. Sakala se ihned stal stabilním členem základní sestavy Marka Kuliče. 19. srpna obdržel přímou červenou kartu v závěru ligového utkání proti Slovácku za surový zákrok na Vlastimila Daníčka a Disciplinární komise Ligové fotbalové asociace mu udělila trest ve výši osmi soutěžních zápasů. Po vypršení svého trestu se opět vrátil do základní sestavy. S Mladou Boleslaví se mu podařilo postoupit skrze play-off až do pohárové Evropy. V průběhu své první sezony v první lize odehrál dohromady 30 soutěžních utkání, převážně na pozici defensivního záložníka.
Dne 20. července 2024 obdržel Sakala červenou kartu v utkání prvního kola nové sezony proti Jablonci. Svůj debut v pohárové Evropě si Sakala odbyl 1. srpna, kdy nastoupil do závěru utkání druhého předkola Konferenční ligy proti litevskému Transinvestu. 18. srpna vstřelil svou první branku v nejvyšší soutěži, a to při prohře 2:3 se Sigmou Olomouc. S Mladou Boleslaví postoupil až do ligové fáze Konferenční ligy, kde si připsal pět startů. V průběhu sezony 2024/25 přišel Sakala o své místo v základní sestavě, dohromady odehrál 26 soutěžních utkání, v nichž vstřelil 2 branky.
V létě 2025 přestoupil Sakala do Bohemians Praha 1905. Pražané jej získali jako volného hráče.

## Reprezentační kariéra
Sakala reprezentuje od roku 2015 rodnou Zambii. V březnu 2015 si zahrál na Africkém poháru národů do 20 let a na přelomu listopadu a prosince téhož roku na Africkém poháru národů do 23 let. V lednu 2016 reprezentoval Zambii na Africkém mistrovství národů. Stejnou soutěž si zahrál i v lednu 2021.
V lednu 2024 byl nominován na závěrečný turnaj Africký pohár národů, všechna tři utkání v základní skupině ale Sakala sledoval jen z lavičky náhradníků.